# قائمة وزارات السعودية
قائمة وزارات السّعُودية، ويتكوّنُ النّظام الوزاري في السّعُودية من 24 وزارةً، بحيث أن هذه الوزارات لها عضويتها الدائمة في مجلس الوزراء السعودي.

## الوزارات
| #  | الشعار | اسم الوِزارة                               | تاريخ التّأسِيس   | المقرّ الرّئيسي | مُلاحظات |
| -- | ------ | ----------------------------------------- | --------------- | ------------- | --- |
| 1  |        | وزارة الاتصالات وتقنية المعلومات          | (1345 هـ، 1926) | الرِّيَّاض        | |
| 2  |        | وزارة الاقتصاد والتخطيط                   | (1390 هـ، 1970) | الرِّياض        | |
| 3  |        | وزارة الطاقة                              | (1380 هـ، 1960) | الرِّياض        | في 30 أغسطس 2019، صدر أمرٌ ملكيٌ يقضي بتغيير مُسمى «وزارة الطاقة والصناعة والثروة المعدنية» إلى «وزارة الطاقة»، وإنشاء وزارة جديدة باسم وزارة الصناعة والثروة المعدنية.                                     |
| 4  |        | وزارة التجارة                             | (1373 هـ، 1954) | الرِّياض        | في 7 مايو 2016، عُدِّلت مهام الوِزارة وغُيِّر مسمّاها من «وزارة التجارة والصناعة» إلى «وزارة التجارة والاستثمار».                                                                                                |
| 5  |        | وزارة التعليم                             | (1373 هـ، 1953) | الرِّياض        | تأسّست الوِزارة تحت مُسمّى «وزارة المعارف» عام 1373هـ ثم «وزارة التربية والتعليم» في عام 1423هـ، ثم دُمجت «وزارة التعليم العالي» مع «وزارة التربية والتعليم» ليُصبح مُسمّاها «وزارة التعليم» وذلك في عام 1436هـ. |
| 6  |        | وزارة الإعلام                             | (1439 هـ، 2018) | الرِّياض        | كانت الوزارتين مُرتبطتين تحت مُسمّى «وزارة الثقافة والإعلام». في 2018، فُصِلت الوزارتين تحت اسم «وزارة الثقافة» و«وزارة الإعلام».                                                                             |
| 7  |        | وزارة الثقافة                             | (1439 هـ، 2018) | الرِّياض        | كانت الوزارتين مُرتبطتين تحت مُسمّى «وزارة الثقافة والإعلام». في 2018، فُصِلت الوزارتين تحت اسم «وزارة الثقافة» و«وزارة الإعلام».                                                                             |
| 8  |        | وزارة الحج والعمرة                        | (1365 هـ، 1945) | مكة المكرمة   | |
| 9  |        | وزارة الحرس الوطني                        | (1336 هـ، 1917) | الرِّياض        | |
| 10 |        | وزارة الخارجية                            | (1349هـ، 1930)  | الرِّياض        | |
| 11 |        | وزارة الداخلية                            | (1344 هـ، 1926) | الرِّياض        | |
| 12 |        | وزارة الدفاع                              | (1363 هـ، 1943) | الرِّياض        | |
| 13 |        | وزارة البيئة والمياه والزراعة             | (1373 هـ، 1951) | الرِّياض        | |
| 14 |        | وزارة الشؤون الإسلامية والدعوة والإرشاد   | (1414 هـ، 1993) | الرِّياض        | |
| 15 |        | وزارة الموارد البشرية والتنمية الاجتماعية | (1380 هـ، 1960) | الرِّياض        | في 25 فبراير 2020، صدر أمر ملكي بضم وزارة الخدمة المدنية إلى وزارة العمل والتنمية الاجتماعية وتعديل اسمها إلى وزارة الموارد البشرية والتنمية الاجتماعية.                                                 |
| 16 |        | وزارة الشؤون البلدية والقروية والإسكان    | (1395 هـ، 1975) | الرِّياض        | في 24 يناير 2021 صدر أمر ملكي: بضم وزارة "الإسكان" إلى وزارة "الشؤون البلدية والقروية" ويُعدل اسمها ليكون "وزارة الشؤون البلدية والقروية والإسكان".                                                       |
| 17 |        | وزارة الصحة                               | (1370 هـ، 1951) | الرِّياض        | |
| 18 |        | وزارة العدل                               | (1382 هـ، 1962) | الرِّياض        | |
| 19 |        | وزارة المالية                             | (1351 هـ، 1932) | الرِّياض        | |
| 20 |        | وزارة النقل والخدمات اللوجستية            | (1372 هـ، 1953) | الرِّياض        | |
| 21 |        | وزارة الرياضة                             | (1441 هـ، 2020) | الرياض        | |
| 22 |        | وزارة السياحة                             | (1441 هـ، 2020) | الرياض        | |
| 23 |        | وزارة الاستثمار                           | (1441 هـ، 2020) | الرياض        | |
| 24 |        | وزارة الصناعة والثروة المعدنية            | (1440 هـ، 2019) | الرياض        | |

## الوزارات السابقة
- وزارة التربية والتعليم
- وزارة التعليم العالي
- وزاة الخدمة المدنية
- وزارة الشؤون الاجتماعية
- وزارة الثقافة والإعلام
- وزارة الإسكان
- وزارة النقل: في 29-06-2021، عدل اسم «وزارة النقل» ليصبح «وزارة النقل والخدمات اللوجستية».[8]

## مَراجِع
1. ↑  «عكاظ» (جدة) (30 أغسطس 2019). "إنشاء وزارة جديدة للصناعة والثروة المعدنية". Okaz. مؤرشف من الأصل في 2019-12-16. اطلع عليه بتاريخ 2019-08-30.
2. ↑  "السعودية.. تعديل 5 وزارات ودمج واحدة". www.alarabiya.net. مؤرشف من الأصل في 2019-10-13. اطلع عليه بتاريخ 2019-10-13.
3. ↑  Education, Ministry of. "المملكة العربية السعودية - وزارة التعليم". البوابة الإلكترونية لوزارة التعليم (بar-SA). Archived from the original on 2015-01-24. Retrieved 2019-07-08.{{استشهاد ويب}}:  صيانة الاستشهاد: لغة غير مدعومة (link)
4. ↑  صحيفة الجزيرة - دمج وزارتي التعليم العالي والتربية والتعليم في وزارة واحدة باسم«وزارة التعليم»  نسخة محفوظة 27 مارس 2016 على موقع واي باك مشين.
5. ↑  السعودية: إنشاء وزارة للثقافة وفصلها عن الإعلام. نسخة محفوظة 28 مارس 2019 على موقع واي باك مشين.
6. ↑  نت، العربية (25 فبراير 2020). "السعودية.. أوامر ملكية باستحداث وزارات وإعفاء مسؤولين". العربية نت. مؤرشف من الأصل في 2020-02-25. اطلع عليه بتاريخ 2020-02-25.
7. ↑  "عام / صدور عدد من الأوامر الملكية وكالة الأنباء السعودية". www.spa.gov.sa. مؤرشف من الأصل في 2019-10-13. اطلع عليه بتاريخ 2020-02-25.
8. ↑  "مجلس الوزراء: تعديل اسم وزارة النقل إلى «وزارة النقل والخدمات اللوجستية»". مؤرشف من الأصل في 2021-06-29.